# سيدني إيفانز
سيدني إيفانز (بالإنجليزية: Sydney Evans)‏ (1881 – 8 يناير 1927) هو ملاكم من المملكة المتحدة راحل، مثّل بلاده في الألعاب الأولمبية الصيفية 1908 وحقق الميدالية الفضية في فئة الوزن الثقيل.

## روابط خارجية
سيدني إيفانز على موقع اللجنة الأولمبية الدولية (الإنجليزية)
- سيدني إيفانز على موقع أوليمبيديا (الإنجليزية)